# Singin' in the Lane
"Singin' in the Lane" (Cantando en la bolera en Hispanoamérica y Cantando en la pista en España) es el séptimo episodio de la vigesimonovena temporada de la serie de dibujos animados Los Simpson, y el episodio 625 de la serie en general. Se emitió en los Estados Unidos en Fox el 26 de noviembre de 2017.

## Argumento
La familia está disfrutando de la cena cuando el Sr. Burns llama a Homer Simpson para invitarlo a la justa de baloncesto, después de pasar por una larga lista de personas (tanto residentes de Springfield como celebridades) que se negaron a pasar tiempo con él. Homero acepta, queriendo traer a sus amigos. En Moe's Tavern, Homer invita a Lenny, Carl y Barney Gumble, pero excluye a Moe Szyslak, ya que Homer sólo tiene cuatro boletos, dejando a Moe desamparado y con los ojos llorosos.
De vuelta en la Taberna después del juego, el arrepentido Homer y sus amigos deciden reformar el equipo de bolos Pin Pals con Moe como su capitán. Se convierten en un éxito inmediato y ganan un torneo que los envía a las finales estatales en la capital, que tiene lugar en un elegante edificio de bolos.
Sus enemigos, la Banda de los Fondos, a pesar de haber perdido la primera ronda, intimida a la gente, incluyendo a Moe. Para detenerlos de la intimidación, hacen una apuesta:
Si la Banda de Fondos gana, ganan el bar y Moe tiene que cambiar su nombre.
Si los Pin Pals ganan, Moe obtendrá algo que sólo un hombre rico puede tener, aunque se dan cuenta de lo buenos que son los chicos ricos en los bolos.
Para vengarse de los tontos, Lisa Simpson los incita a encontrar los puntos débiles de la pandilla de los fondos mientras que Bart Simpson está probando la vida rica. Marge trata de enseñarle que el dinero no lo es todo, sin éxito.
La ronda final está cerca, pero Moe se resbala hablando de que Barney es malo cuando está borracho y la Banda de Fondos usa ese truco para emborracharlo para que pierda el juego. Lisa y los otros nerds logran hacerlos sentir mal, y Bart y Lisa se reconcilian.
Barney está borracho, y Homer necesita hacer tres strikes, mientras que Moe imagina su vida empezando de nuevo en Francia si pierde. Moe intenta impedir que Homero ataque, pero fracasa, y tiene que volver a su antigua vida, rechazado por sus amigos por ser un mal entrenador, pero de vuelta en la taberna le sorprenden, diciendo que siguen siendo un equipo. Desde que ganaron, la Banda de Fondos les consigue a los Pin Pals algo que sólo un tipo rico tendría.
En la escena final, se revela que la Banda de Fondos ha dado a los Amigos de la Alfiler una experiencia de avión de gravedad cero como su premio donde Moe, Lenny, Carl y Barney flotan mientras que Homeo no lo hace.

## Recepción
Dennis Perkins de The A.V. Club dio al episodio un C+, declarando "Aparte de no tener un propósito claro, hay placeres que se encuentran en 'Singin' In The Lane'. El episodio se ve especialmente brillante y nítido, y los diferentes lugares y los uniformes dan a los visuales una vitalidad llamativa. Azaria es realmente muy conmovedora como Moe, a pesar de que frases como'Sólo tengo que volver a lo peor del mundo: ser yo' dependen más de la interpretación y la historia de los personajes para su efecto que de la escasa motivación que se les da en el episodio. Y el mérito es de donde es debido, como dicen los refranes, 'Singin In The Lane' no es la piedra de toque de la temporada pasada regreso a Kamp Krusty largamente retrasado. En cambio, este avivamiento es simplemente demasiado intrascendente para causar una gran impresión, lo cual es su propia clase de decepción".
"Singin' in the Lane" obtuvo una puntuación de 1.1 con una acción de 4 y fue visto por 2.67 millones de personas, lo que lo convierte en el programa de mayor audiencia de Fox de la noche.